# SH-60K (航空機)
三菱 SH-60K
- 用途：対潜戦・対水上戦
- 分類：哨戒ヘリコプター
- 製造者：三菱重工業
- 運用者： 日本（海上自衛隊）
- 初飛行：2001年3月27日（SH-60J改）
- 生産数：73機（2024年3月末時点保有数）
- 運用開始：2005年8月10日
- 運用状況：運用中
- 原型機：SH-60J
- 派生型：SH-60L

SH-60Kは、海上自衛隊の哨戒ヘリコプター。米シコルスキー社のSH-60BをベースにしたSH-60Jの機体を再設計し、搭載システムの更新・強化を図ったものであり、開発は三菱重工業と防衛庁によって行われた。

## 来歴
海上自衛隊では、HSS-2Bの後継としてSH-60Jを導入し、1991年6月28日に部隊使用承認を受けた。これはシコルスキー・エアクラフトのSH-60Bの機体を三菱重工業がライセンス生産し、技術研究本部が開発したシステムを搭載したものであった。
しかしこのように開発されたSH-60Jも、平成16年度から除籍が見込まれることから、海上幕僚監部でSH-60Jの開発を担当していた装備体系課SH-Xプロジェクトでは、引き続き後継機の検討に着手した。検討にあたっては、SH-60J発展型のほか、NHインダストリーズ NH90、アグスタウェストランド EH101、シコルスキー S-92が俎上に載せられたが、NFH90はペイロードの余裕が小さく、またEH101やS-92は既存の艦の航空艤装への適合性に問題があり、それぞれ不適当とみなされた。
平成2～4年度で「SH-60J改の構想研究」、続いて平成6・7年度で「SH-60J改の確定研究」が実施された。1995年12月には、海上幕僚監部での研究開発会議において「SH-60J改の開発要求」が決定され、1996年3月には技術研究本部に対し「技術開発要求書」および「艦載回転翼哨戒機（SH-60J改）の運用要求（GOR）」が発簡されて、平成9年度より正式に開発が開始された。1997年12月には開発担当会社として三菱重工業が選定され、2001年8月8日には試作1号機がロールアウト、翌9日に初飛行が実施され、2002年6月24日に三菱重工業から防衛庁側に引き渡された。その後、平成16年度末にかけて技術試験・実用試験を行なったのち、2005年3月に部隊使用承認を受けて、SH-60Kとして配備を開始した。

## 設計
SH-60Jは陸軍向けの汎用ヘリコプターの機体フレームをベースとしているため、キャビンの高さが低くまた全体に狭いため、作戦器材を搭載すると作業がしにくいという問題があった。このことから、基本的な外形はSH-60Jを踏襲しつつも、キャビンは前方に33センチ延長され、高さも上に15センチ高くされている。また胴体右舷の扉の開口部も拡大することで、捜索救難や輸送の際に作業がしやすくなり、多用途性も向上した。
使用可能な床面積は2.1平方メートルから3.1平方メートルに増加しており、ソナーやソノブイ発射機を撤去すれば5.0平方メートルまで拡張されて、搭乗可能乗員数は12名となり、SH-60Jより4名増となる。なおワークロードの軽減を図るため、乗員は1名増員されて4名となった。
このキャビン拡大に伴う重量増加を補うため、エンジンはT700-IHI-401C2に換装され、出力は1,800馬力から2,055馬力へと強化された。更にホバリング時の余裕揚力の増大及び機体振動の低減が可能な空力性能向上を図るため、高性能ロータも導入された。これは金属製の前縁や翼端を除いて複合材料で形成されており、また翼端に上下反角及び後退角を付すなど、ホバリング飛行時の空力特性に優れたものとなっている。またスパー部分にケブラー繊維（AFRP）を使用したことによって、軽量かつ高強度のブレードが仕上がった。これにより、ロータ直径をSH-60Jから大きく増すことなく、最大設計重量をSH-60Jの21,884ポンド (9,926 kg)から24,000ポンド (11,000 kg)へと増大することが可能になった。ただし三菱重工業では1984年より複合材料製ローターブレードの助走研究に着手するなど、綿密な基礎研究のうえで開発されたものの、それでも開発途中でひび割れの不具合等が発生するなど難渋する局面もあった。

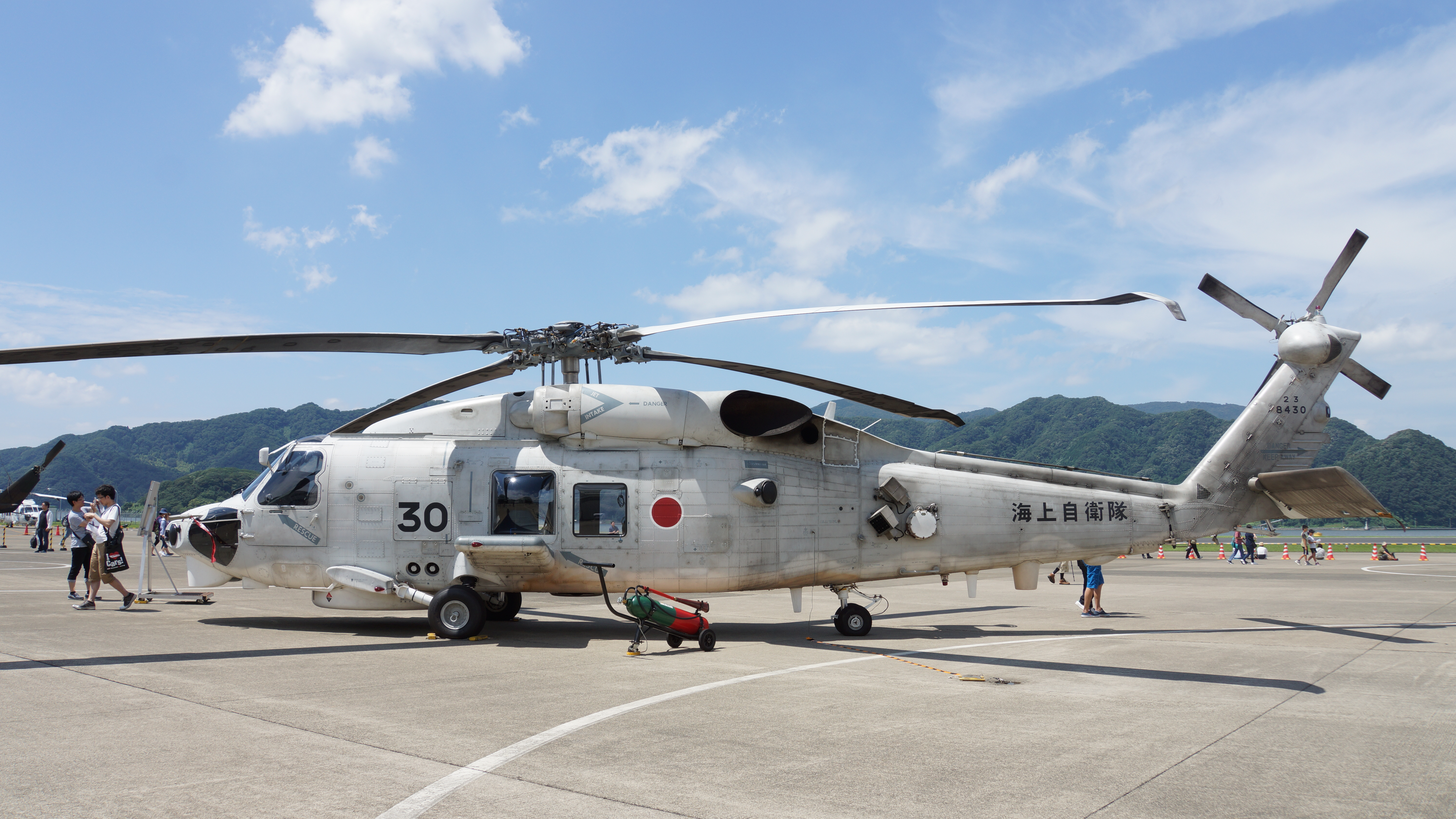
機体側面
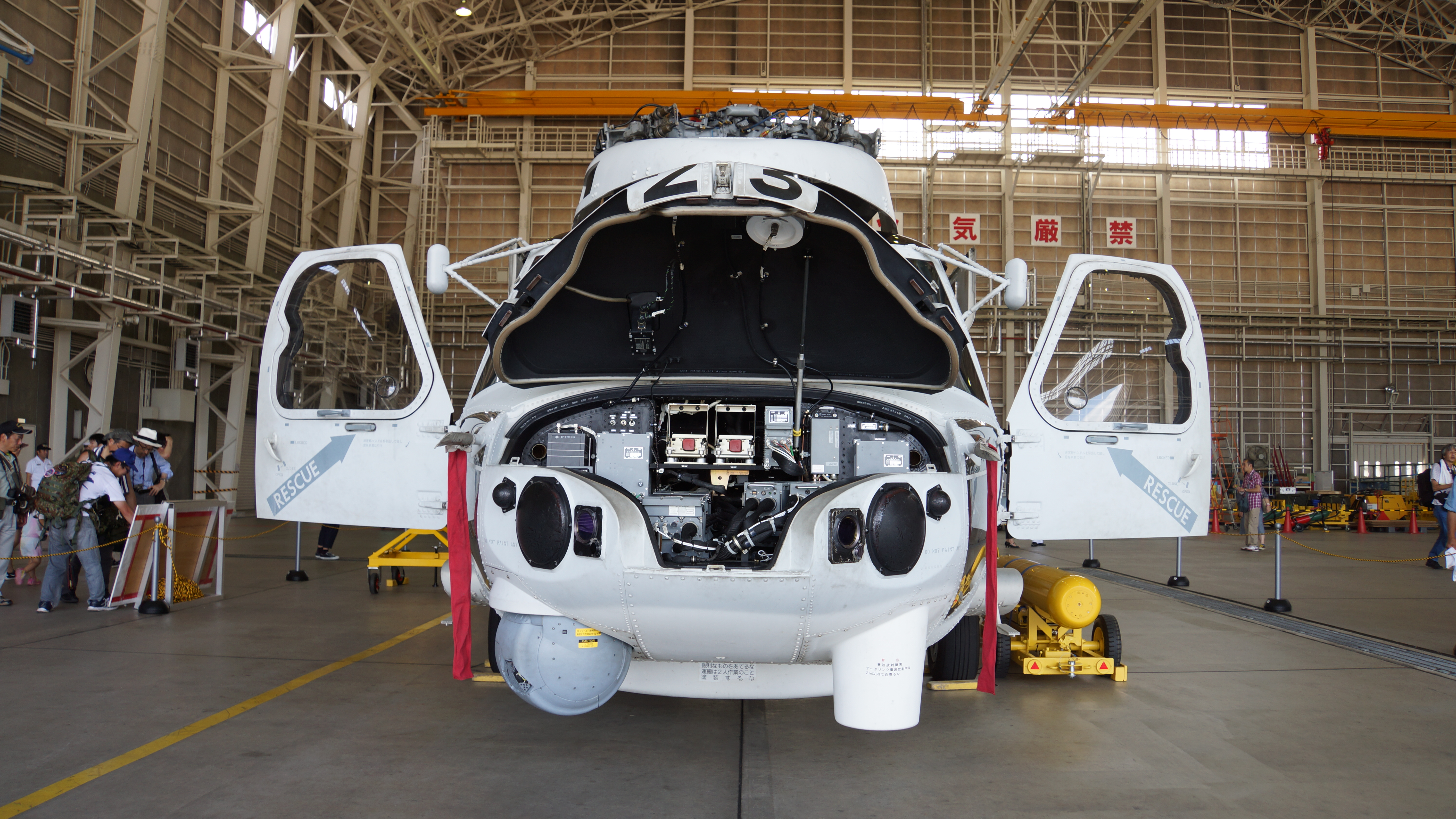
機体正面
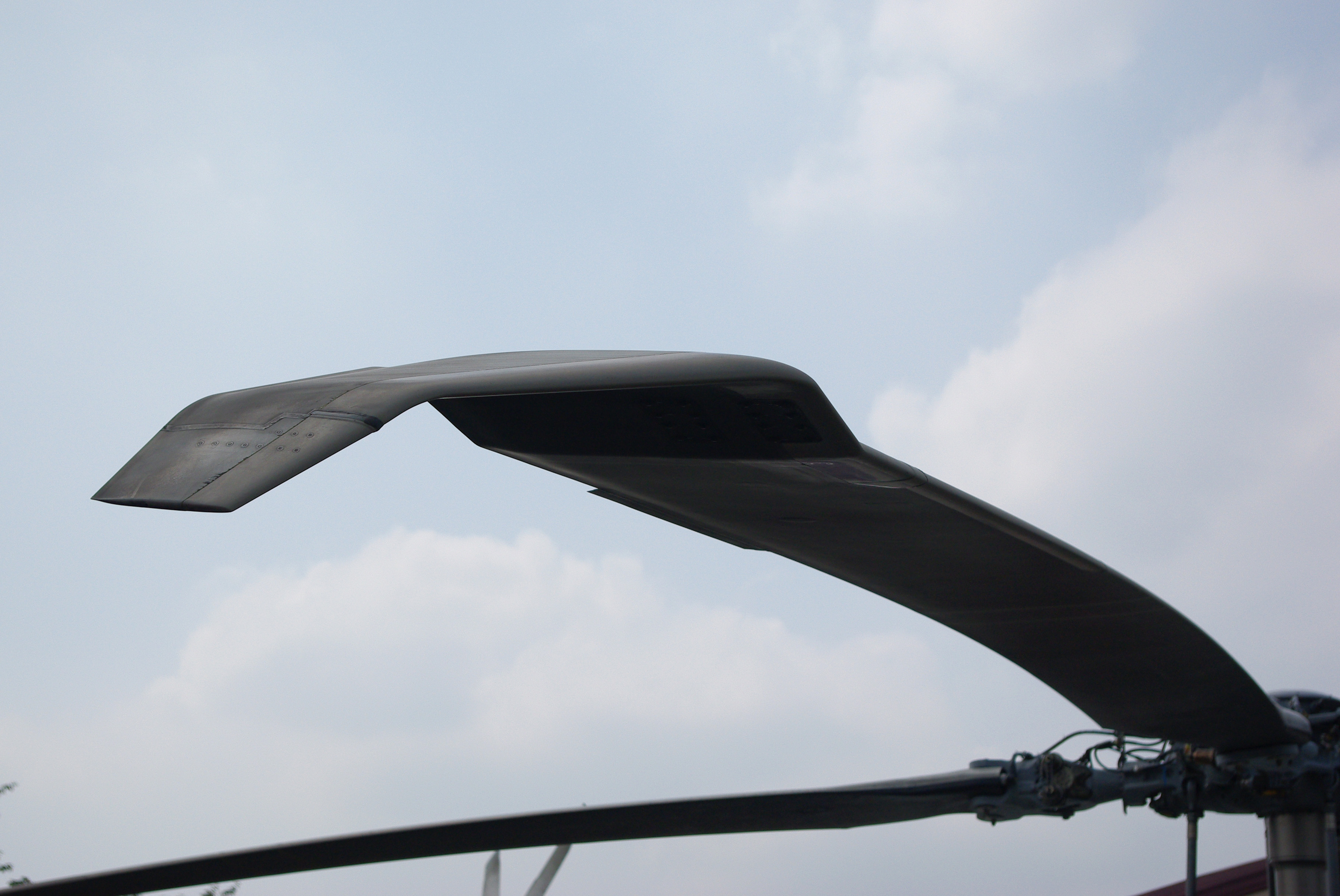
メインローター先端
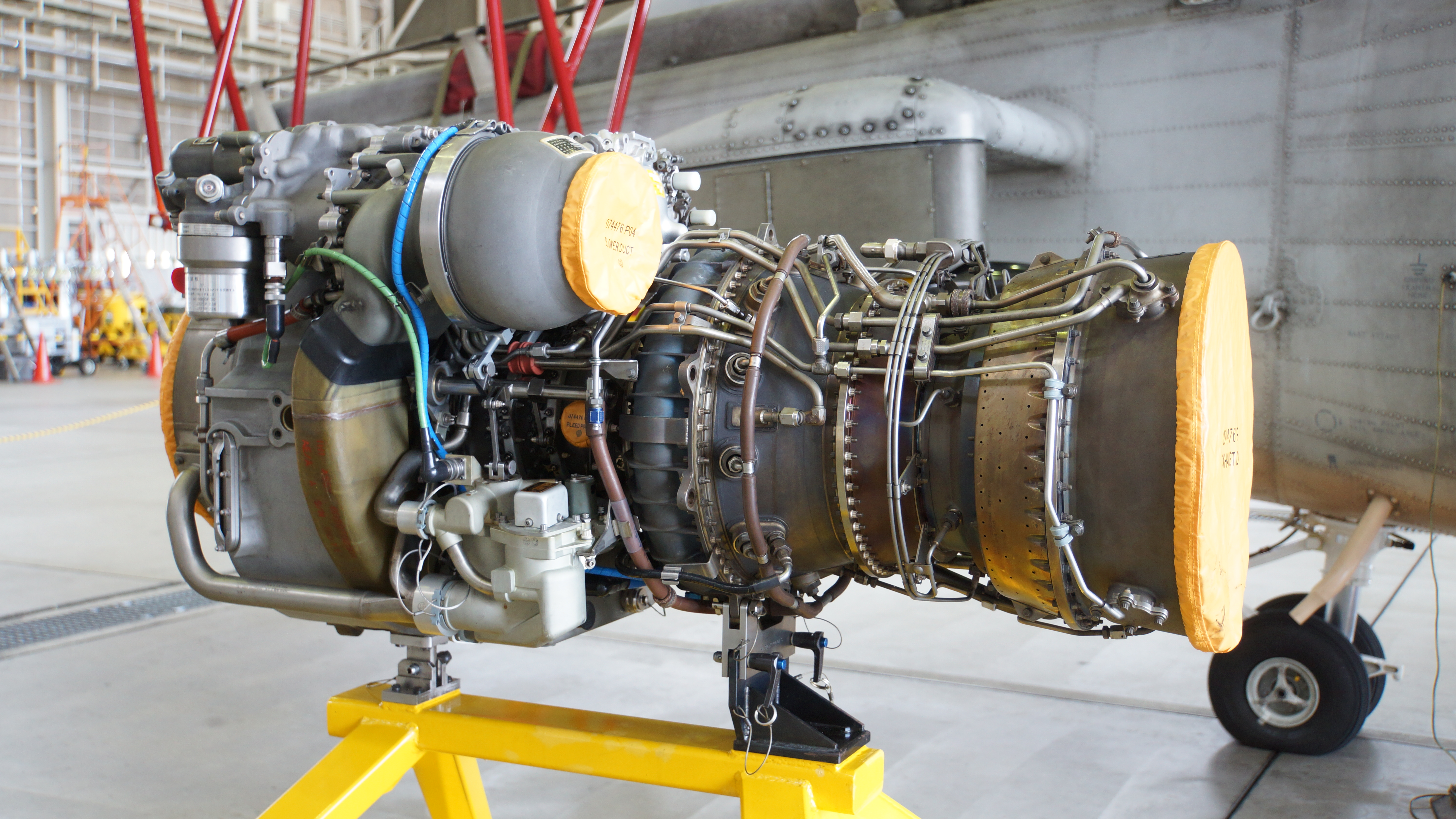
T700-IHI-401C2

## 装備

### AHCDS・SLAS
アビオニクスは全面的に刷新・強化されており、SH-60Jで搭載されたHCDSを発展させたAHCDS（Advanced Helicopter Combat Direction System）戦術情報処理表示装置を中核として、MIL-STD-1553Bデータバスによって連接されている。
AHCDSではニューロコンピュータ方式の採用も検討されたものの、リスクが大きいと評価されて、エキスパートシステム方式での構築となった。フィールドデータが肝要であることから、部隊側は第51航空隊が主体となり、技術研究本部第2研究所（のちの電子装備研究所、現・防衛装備庁次世代装備研究所）と三菱重工ヘリ技術部も加わって、官・民、運用と技術が一体となった開発が進められた。ただしオペレーションプログラムはHCDSの10倍以上の規模となり、日本初の戦術判断支援アルゴリズムの開発が求められたこともあって、開発期間は予定の2倍以上となった。
こうした装備品の変更に伴い、コクピットの設計も一新されている。グラスコックピット化が図られて、計器盤にはAHCDSの15インチディスプレイ5基と、大型多機能表示装置（MFD）1基が設置された。AHCDSのディスプレイには、飛行情報が統合されたPFD（Primary Flight Display, PFD）、航法情報が統合されたND（Navigation Display）、エンジン関連情報が統合されたエンジン計器・乗員警告システム（EICAS）などを表示させることができ、通常はパイロットの正面にPFDとND画面、計器板の中央右にEICAS画面が表示されている。MFDには戦術情報やデジタル地図、レーダーや赤外線探査装置（FLIR）による探知映像、逆合成開口レーダー（ISAR）の解析画像が表示される。
なお本機では、夜間および荒天時の着艦誘導時の搭乗員のワークロード軽減のため、着艦誘導支援装置（SLAS）が開発・搭載されている。これはDGPS (Differential GPS) の位置情報によって艦の手前50メートル付近まで自動で接近したのち、赤外線とレーザーによって自動着艦するというもので、実用装備としては世界初であった。

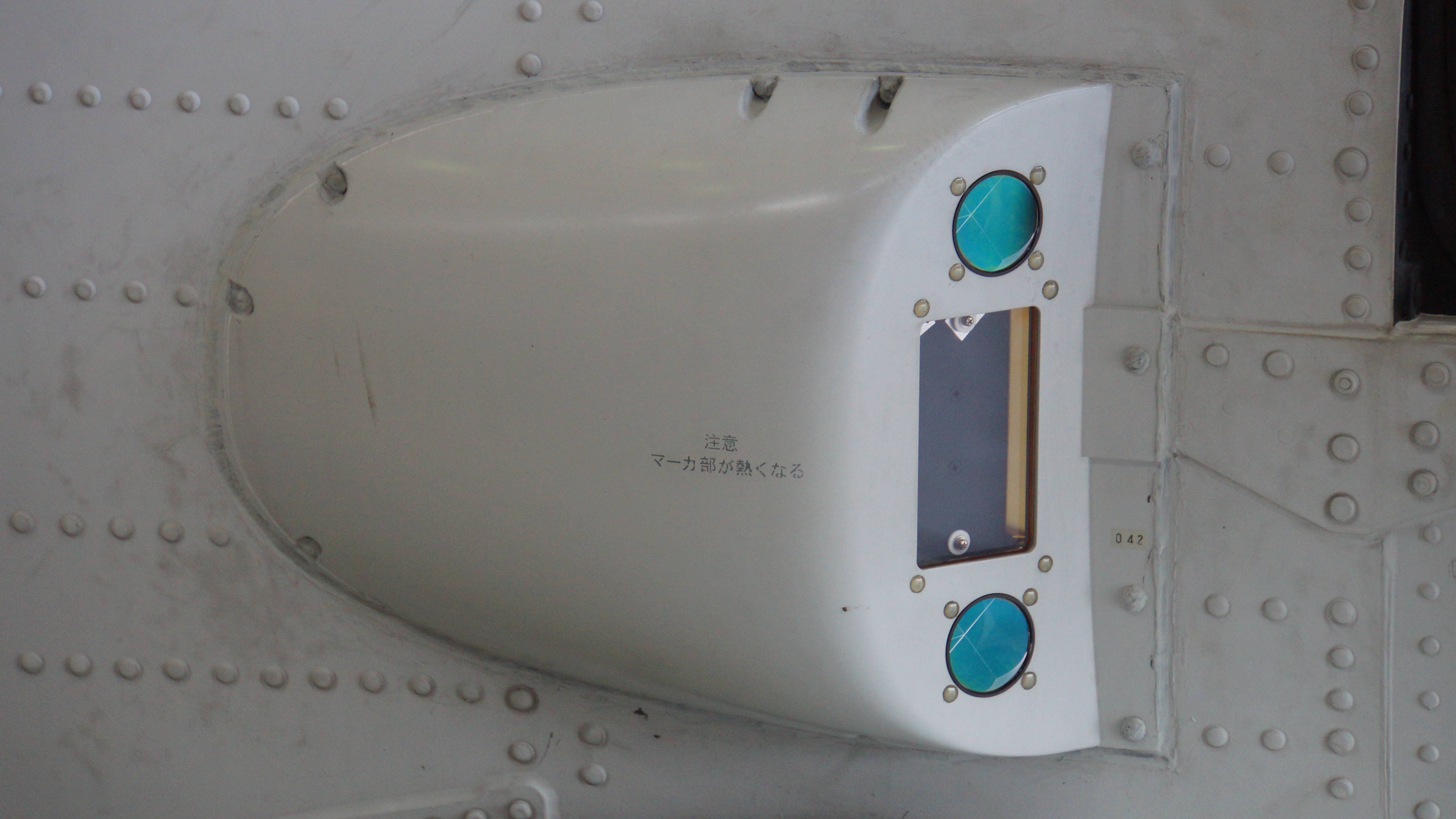
機首右側の着艦誘導支援装置（SLAS）センサー

### センサ
センサは全面的な刷新が計画された。レーダーは逆合成開口レーダー（ISAR）機能を導入したHPS-105B、吊下式ソナーは開傘展張機構を導入して低周波化したHQS-104となり、また機上でソノブイの音響信号を解析する機能も強化された。ただし開傘展張状態では、送受波器は揚収方向にゆっくり動かすことしかできないため、従来のように送受波器を上下に動かしつつ探知に最適な深度を探るという運用は困難になっている。
一方、磁気探知機（MAD）については、超伝導方式を採用してセンサ部分を機体に固定装備できるようにしたインボードMADの導入が計画され、SH-60J実機を用いたデータ収集も行われたが、機体の磁気やそれに伴う磁気補償、超伝導状態を維持する低温環境の確保などの課題を克服できず、断念された。結局、SH-60Jと同じAN/ASQ-81が搭載されたが、装備位置は右舷パイロン後方に変更された。
また機首部には、SH-60J後期型と同様にAN/AAS-44 FLIRが装備されているが、これはヘルファイア空対艦ミサイルのためのレーザー目標指示装置としての機能も備えている。なおFLIRに加えて各種アンテナも追加搭載するために、機首部の再設計が行われている。

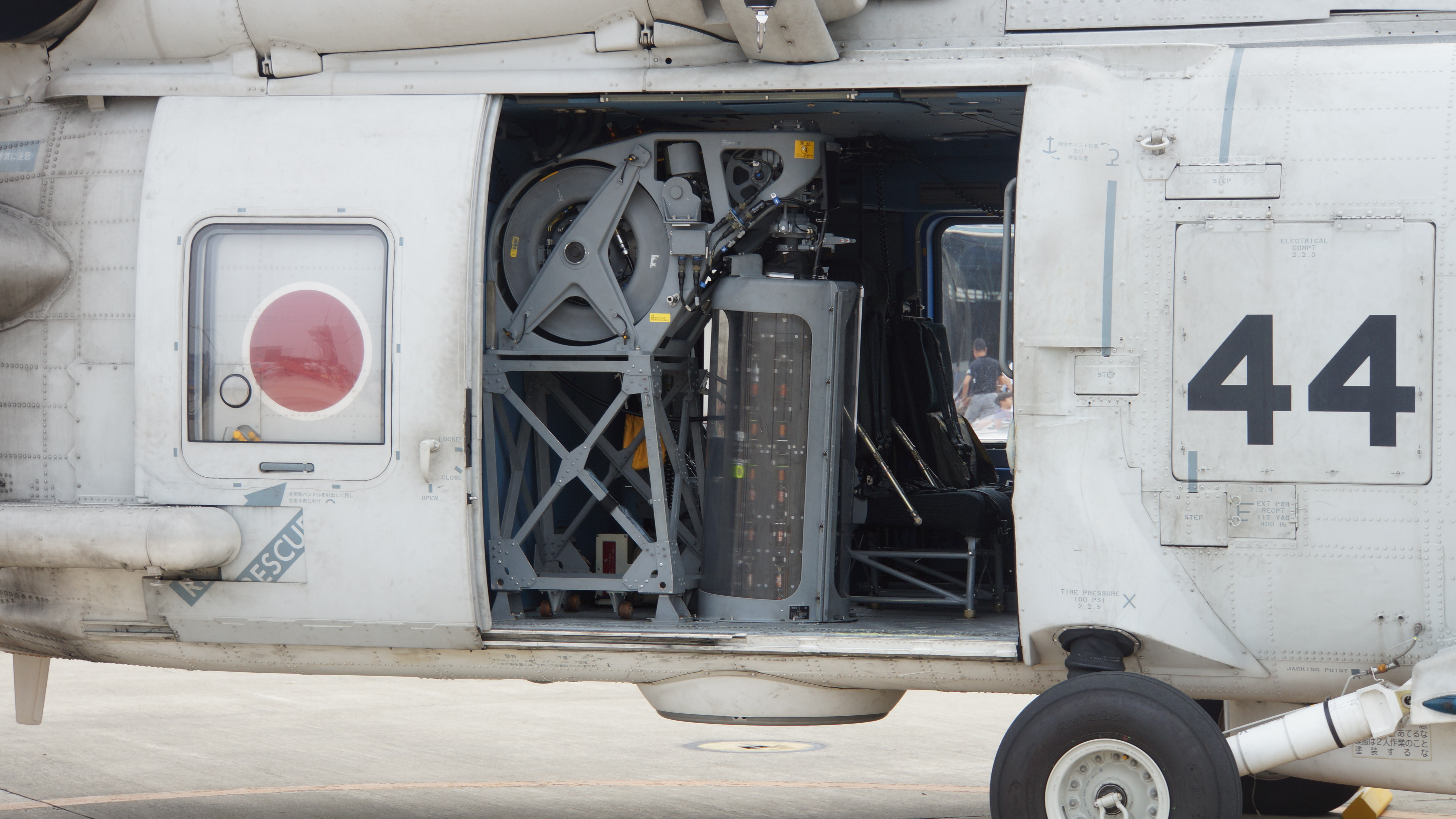
HQS-104吊下式ソナー
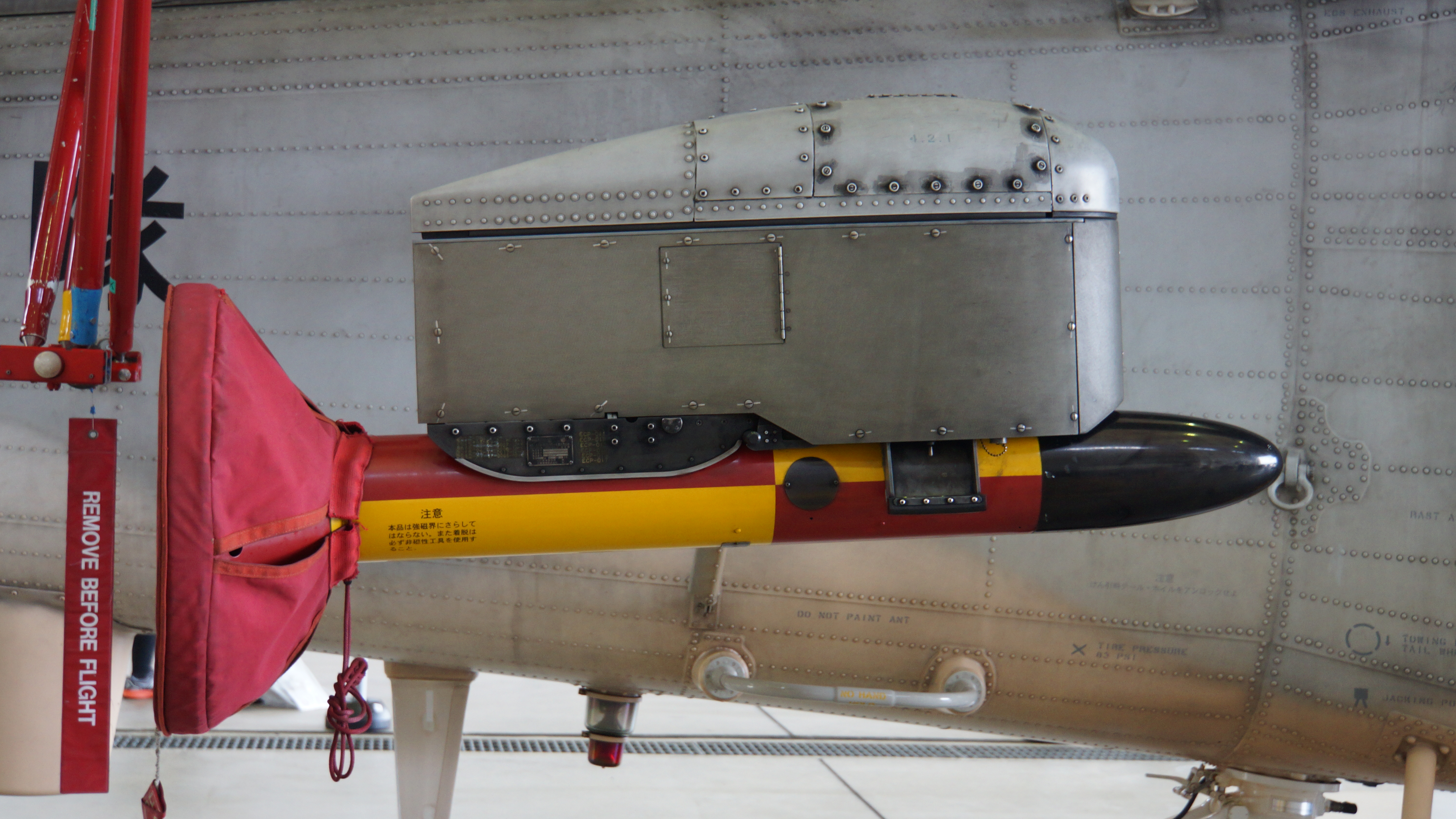
AN/ASQ-81 MAD
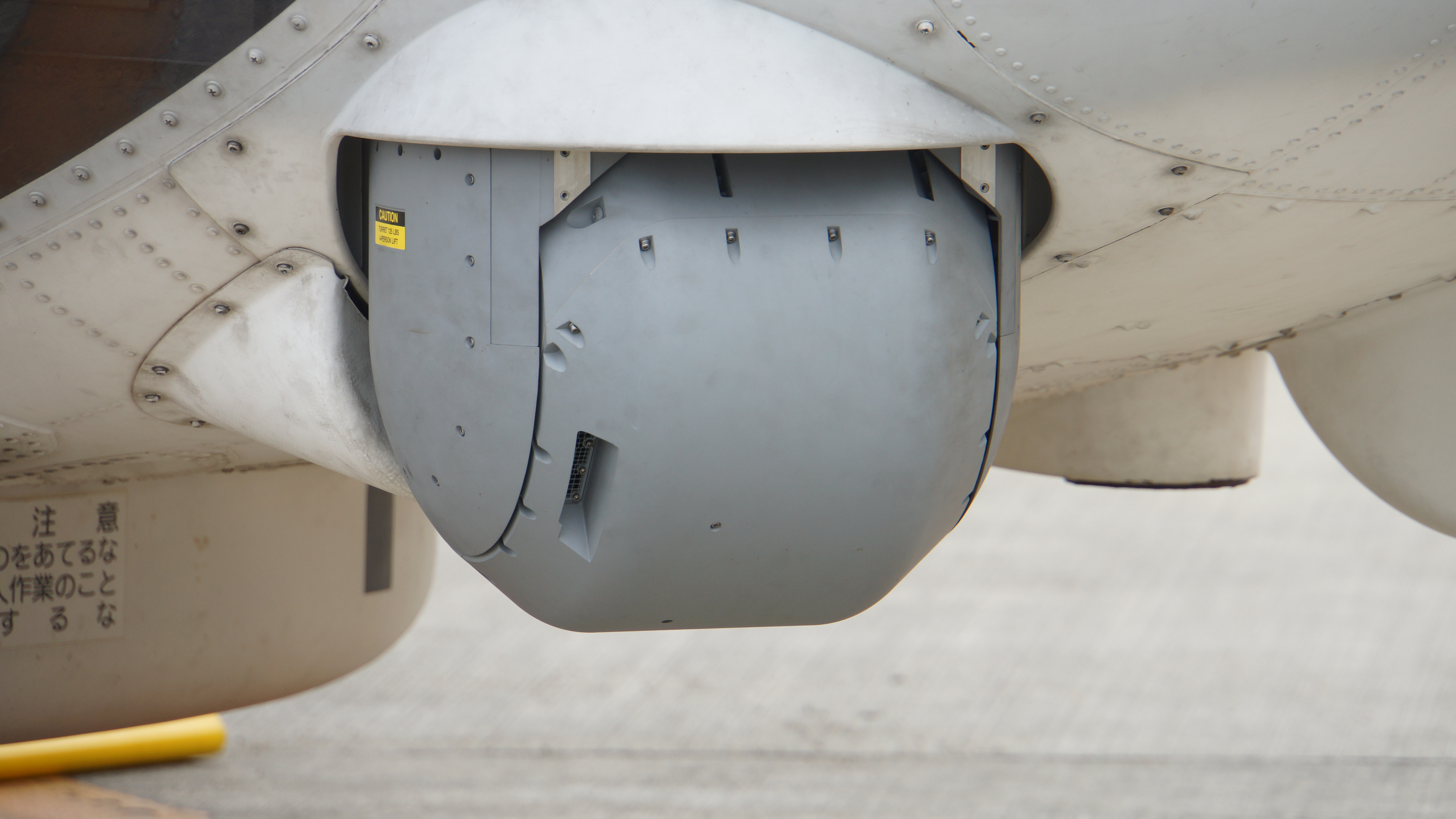
AN/AAS-44-N1 FLIR

### 兵装
兵装として、SH-60JではMk.46魚雷と74式機関銃しか搭載できなかったのに対し、SH-60Kでは新たに97式魚雷と対潜爆弾、AGM-114MヘルファイアII空対艦ミサイルの搭載にも対応した。ヘルファイア用のランチャー自体はミサイル4発の搭載に対応できるものだが、本機の場合にはスタブウィングと地面との距離の関係から、2発搭載として運用される。
なお74式機関銃の銃架を取り付けるためには、ソナーを取り外す必要がある。ただし上記のようにキャビンを拡張し、カーゴドアも大型化したことで、着脱作業はSH-60Jよりも容易で、30分以内に完了できるとされる。
また自己防御能力も強化されており、機首および尾部にAN/AAR-60ミサイル警報装置、テイルブームにAN/ALE-47 チャフ・フレア発射装置などが搭載されている。

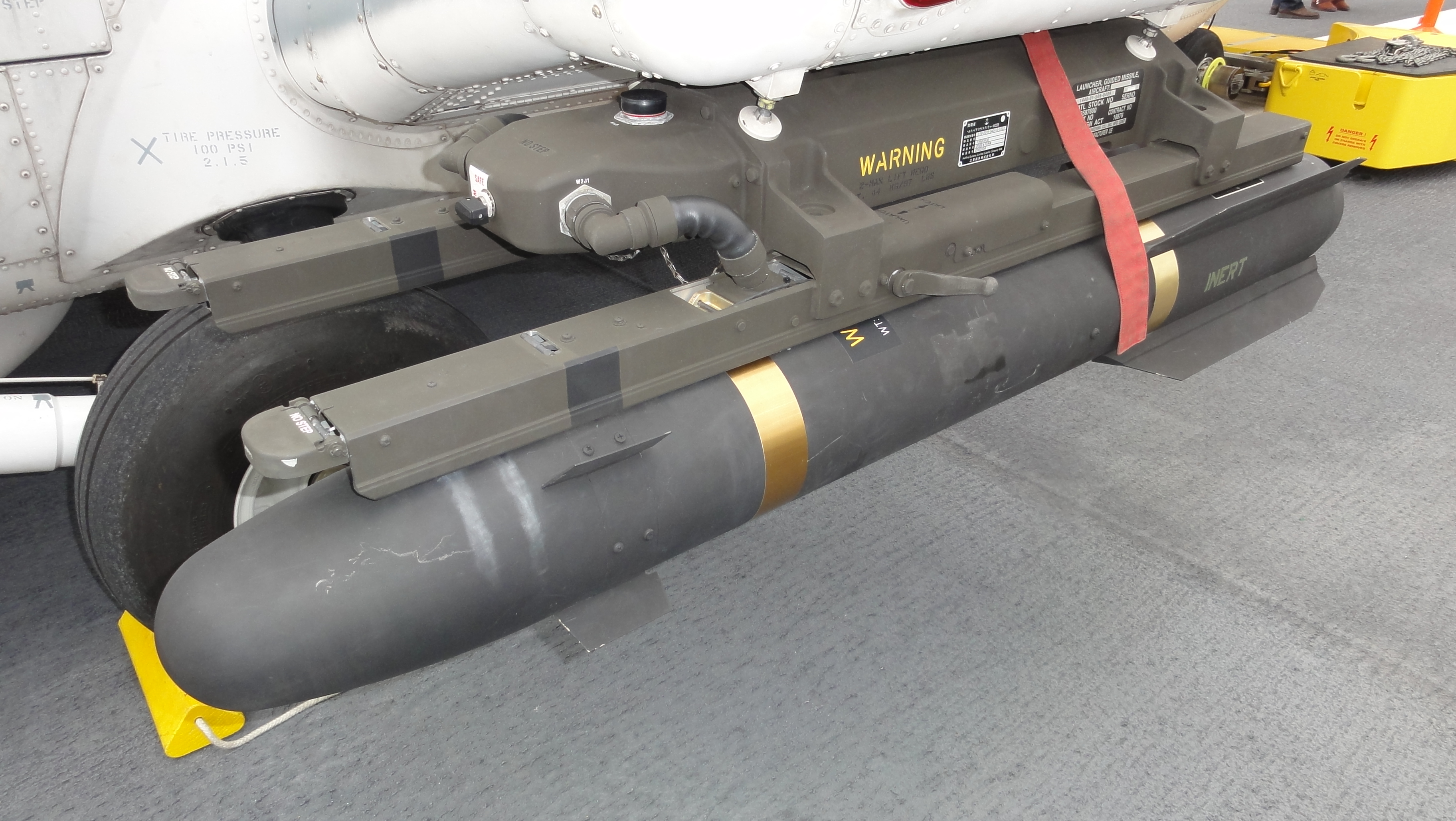
AGM-114M ヘルファイアII空対艦ミサイル
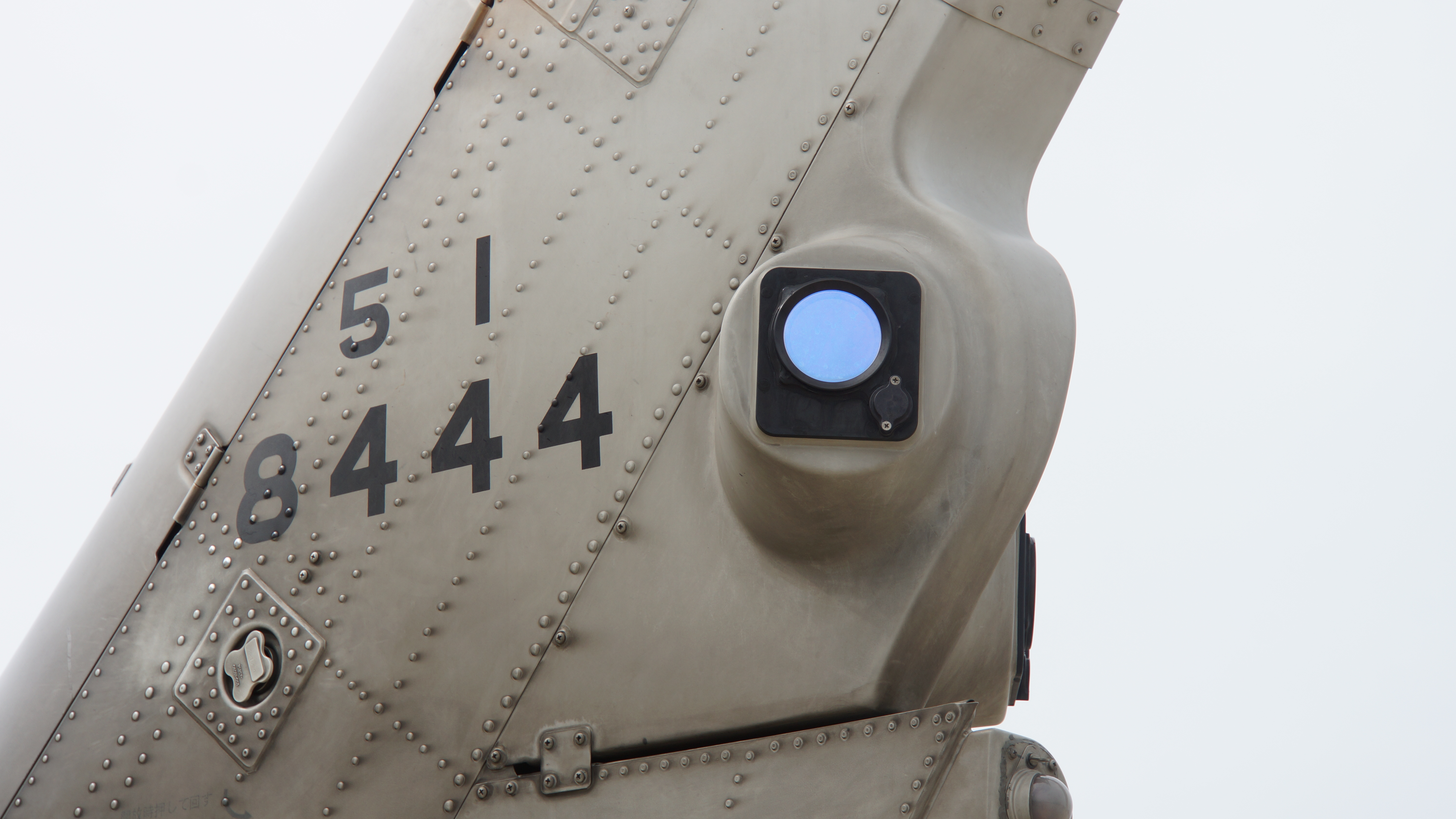
AAR-60ミサイル警報装置のセンサ（尾部側）
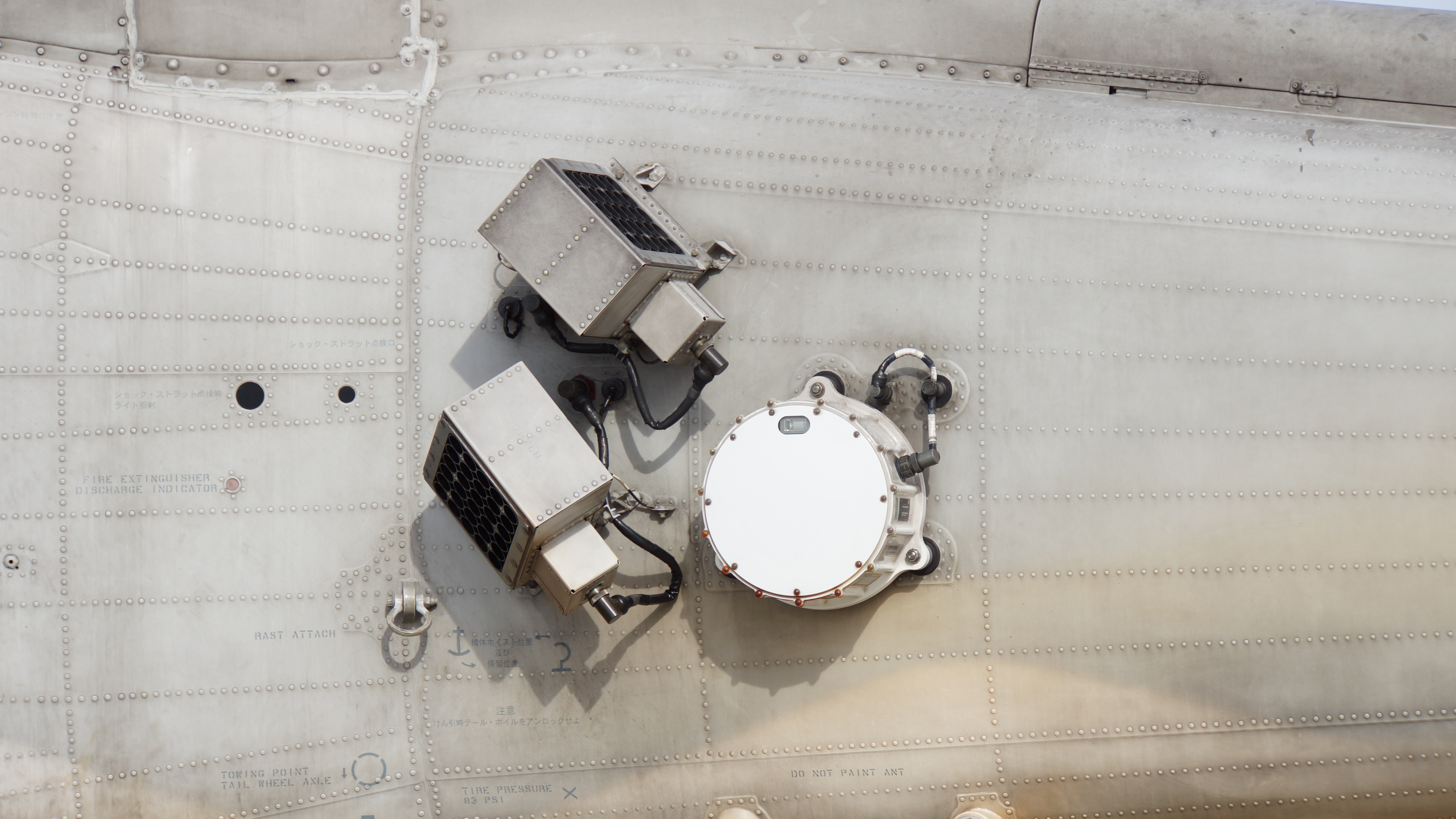
ALE-47チャフ・フレア発射装置とフライトレコーダー

## 運用史

### 調達数
| 予算計上年度         | 調達数 |
| -------------------- | ------ |
| 平成14年度（2002年） | 7機    |
| 平成15年度（2003年） | 7機    |
| 平成16年度（2004年） | 7機    |
| 平成17年度（2005年） | 7機    |
| 平成18年度（2006年） | 3機    |
| 平成19年度（2007年） | 5機    |
| 平成20年度（2008年） | 0機    |
| 平成21年度（2009年） | 2機    |
| 平成22年度（2010年） | 3機    |
| 平成23年度（2011年） | 3機    |
| 平成24年度（2012年） | 4+3機  |
| 平成25年度（2013年） | 0機    |
| 平成26年度（2014年） | 4機    |
| 平成27年度（2015年） | 2機    |
| 平成28年度（2016年） | 17機   |
| 平成29年度（2017年） | 0機    |
| 平成30年度（2018年） | 0機    |
| 平成31年度（2019年） | 0機    |
| 令和2年度（2020年）  | 7機    |
| 令和3年度（2021年）  | 0機    |
| 合計                 | 81機   |

中期防衛力整備計画（平成31年度～平成35年度）において、哨戒ヘリコプターは「平成31年度以降に係る防衛計画の大綱」完成時に有人機75機を基本とするとされた。
2023年（令和5年）1月13日、第21航空隊（館山航空基地）所属の「8405号」が除籍された。SH-60Kの除籍はこの機体が初めて。
2025年（令和7年）2月20日、SH-60K哨戒ヘリコプター量産最終号機「8483号」が納入。

### 保有数と配備基地
海上自衛隊は2025年3月末時点でSH-60Kを70機保有している。
※予算を計上してから海上自衛隊に引き渡されるまでの時間差や退役機により累積調達数と保有数に差がある事に注意。
- 館山航空基地：第21航空群第21航空隊 - 第211飛行隊
- 大村航空基地：第22航空群第22航空隊 - 第221飛行隊
- 舞鶴航空基地：第21航空群第23航空隊 - 第231飛行隊
- 小松島航空基地：第22航空群第24航空隊 - 第241飛行隊[21]
- 厚木航空基地：第51航空隊 - 第513飛行隊
- 鹿屋航空基地：教育航空集団第212教育航空隊

### 航空事故
| 年月日    | 所 属      | 機番号 | 事故内容 |
| --------- | ---------- | ------ | --- |
| 2024.4.20 | 第22航空隊 | 8416   | 午後10時38分頃、伊豆諸島・鳥島の東約280キロの海域で、潜水艦を探知する訓練中に2機が墜落した。2機は大村航空基地（長崎県）所属の「8416号」と小松島航空基地（徳島県）所属の「8443号」で2機には4人ずつ計8人が搭乗しており、海自が1人を救出したが、その後、死亡が確認された。防衛省は2機が空中で衝突した可能性が高いとみており、行方不明となった7人を捜索するとともに、事故原因の分析を急いでいる。同年5月2日、防衛省はフライトレコーダーの解析の結果、2機の墜落の原因は衝突によるものと判明したと発表した。同年6月11日、海上自衛隊は残る7人に関し、死亡と判断したと発表した。同年7月9日、海上幕僚監部は事故調査結果を公表し、ヘリ搭乗員の見張り不十分と2機にそれぞれ指示を出していた指揮官2人の高度差の管理が不十分だったことが原因と結論付けた。2025年3月に米海軍が手配したサルベージ船が2機の機体主要部を引き揚げ、機体の内部や周辺から行方不明となった7人のうち6人の遺体が発見された。 |
| 2024.4.20 | 第24航空隊 | 8443   | 午後10時38分頃、伊豆諸島・鳥島の東約280キロの海域で、潜水艦を探知する訓練中に2機が墜落した。2機は大村航空基地（長崎県）所属の「8416号」と小松島航空基地（徳島県）所属の「8443号」で2機には4人ずつ計8人が搭乗しており、海自が1人を救出したが、その後、死亡が確認された。防衛省は2機が空中で衝突した可能性が高いとみており、行方不明となった7人を捜索するとともに、事故原因の分析を急いでいる。同年5月2日、防衛省はフライトレコーダーの解析の結果、2機の墜落の原因は衝突によるものと判明したと発表した。同年6月11日、海上自衛隊は残る7人に関し、死亡と判断したと発表した。同年7月9日、海上幕僚監部は事故調査結果を公表し、ヘリ搭乗員の見張り不十分と2機にそれぞれ指示を出していた指揮官2人の高度差の管理が不十分だったことが原因と結論付けた。2025年3月に米海軍が手配したサルベージ船が2機の機体主要部を引き揚げ、機体の内部や周辺から行方不明となった7人のうち6人の遺体が発見された。 |

## 後継機
ロシア海軍や中国人民解放軍海軍の潜水艦の静粛化・高性能化や行動海域の拡大を受けて、海上自衛隊の哨戒ヘリコプターにも更なる対潜戦能力の向上が求められるようになった。またソマリア沖海賊の対策部隊派遣の経験から、機体性能や多任務対応能力にも改善が望まれていた。
これらを踏まえて、平成27年度より、三菱重工業を主契約者として「回転翼哨戒機（能力向上型）」の開発がスタートした。これによって開発されたのがSH-60Lで、試作機であるXSH-60Lは2021年5月12日に初飛行した。31中期防では、SH-60Kに加えて「SH-60K（能力向上型）」の調達が盛り込まれており、同期間中には6機の調達が計画されていた。2022年12月に制定された防衛力整備計画において調達される予定である。

## 性能・主要諸元
- 乗員： 3・4名、最大12名
- 全長： 19.8m（ローター回転時）
- 全幅： 3.3m（ローター折りたたみ時）・16.4m（ローター回転時）
- 全高： 5.4m
- 主回転翼直径： 16.4m
- テールローター直径： 3.4m
- 全備重量:10,650kg
- 最大設計重量:10,900kg
- 発動機： GE/IHI T700-IHI-401C2 ×2
- 出力： 2,145HP（離昇）×2
- 超過禁止速度： 139ノット=257km/h
- 航続距離：900km
- 実用上昇限度：4,000m
- 武装： 固定なし、74式機関銃、Mk46短魚雷、97式短魚雷、12式短魚雷、AGM-114M ヘルファイア、対潜爆弾

## 各型
SH-60J改
開発時の呼称および試作機（8401・02）
SH-60K
制式採用後の名称（8402〜）

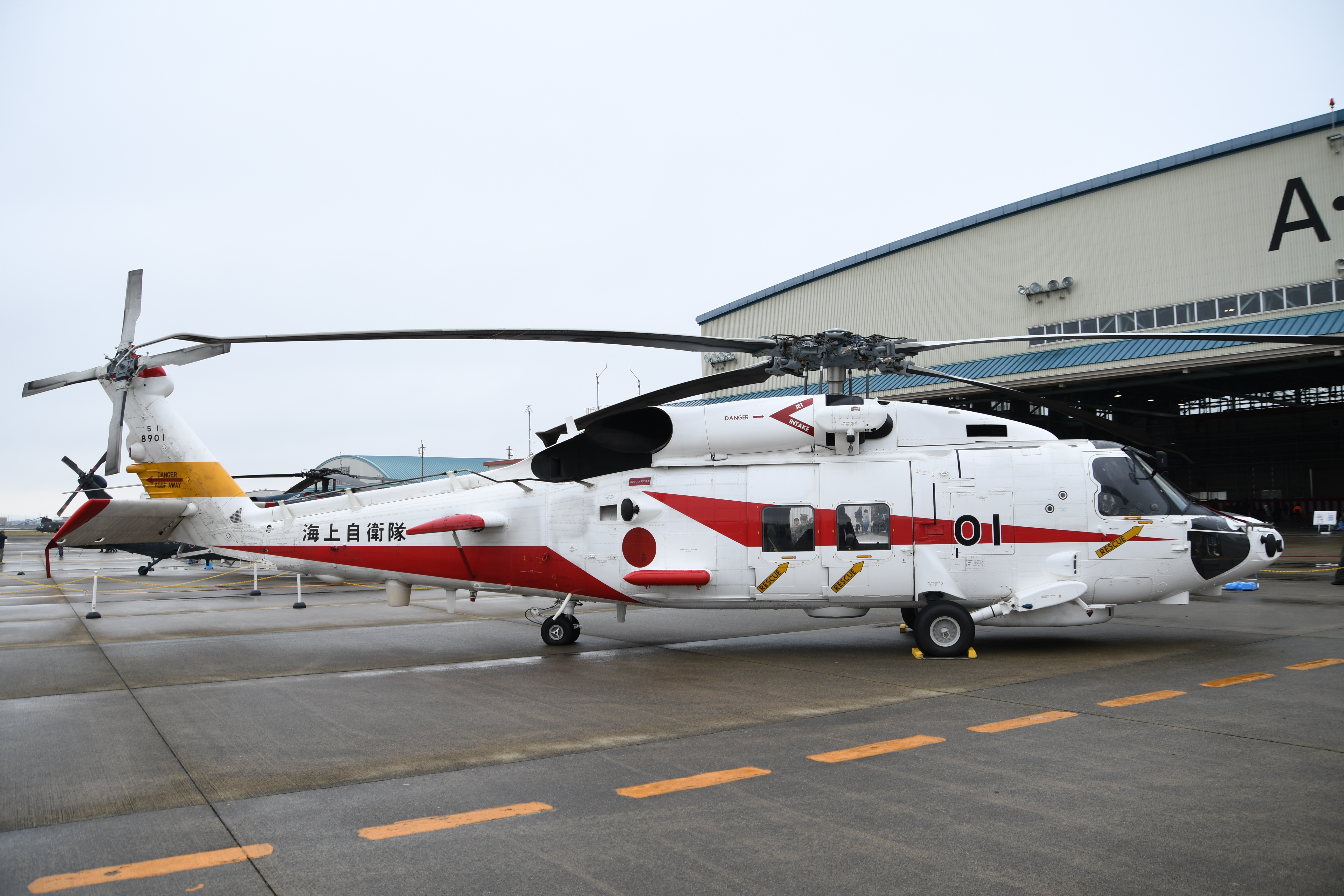
USH-60K
試作1号機（8401）を転用した飛行試験機（8901）
SH-60K（救難仕様）
UH-60J	の減勢に伴い、SH-60Kの対潜機器を取り外して救難仕様に改修したもの。2023年11月中旬、改修初号機（8455）が第21航空群第21航空隊に配備された。

## 登場作品

### 映画
『シン・ゴジラ』
たかなみ型護衛艦「おおなみ」などの艦載機が登場。相模湾などの太平洋上でディッピングソナーを用いてゴジラの捜索を行う。
『空へ-救いの翼 RESCUE WINGS-』
むらさめ型護衛艦「はるさめ」の艦載機が登場。燃料不足に陥ったため「はるさめ」に緊急着艦し給油しようとする航空自衛隊のUH-60Jを、母艦まで誘導する。

### アニメ・漫画
『ガーリー・エアフォース』
TVアニメ第1話に登場。海上にいた主人公とグリペンの救助を行う。
『空母いぶき』
航空機搭載型護衛艦「いぶき」をはじめとする第5護衛隊群所属艦の艦載機として登場。対潜警戒や、海上を漂流するパイロットの救助活動を行う。
『ゲート 自衛隊 彼の地にて、斯く戦えり』
漫画版47話に登場。銀座事件において、ゲートをくぐって銀座から特地へ撤退しようとする帝国軍を機銃で攻撃しようとするが、オーガーの投石が命中しそうになったため高度を上げて退避する。
『ゴジラ S.P ＜シンギュラポイント＞』
海上自衛隊所属機が登場。
『超時空DDH ヘリ母艦南海の決戦』
架空のひゅうが型護衛艦「しなの」の艦載機として登場。母艦とともに第二次世界大戦時へタイムスリップし、対潜警戒やグラマン F4Fなどとの空中戦を行う。
『日本国召喚』
WEB連載漫画版の第35話にあきづき型護衛艦「すずつき」の搭載機が登場。ムー国からの観戦武官を乗せ、自衛隊がパーパルディア皇国皇軍から奪還したフェン王国ニシノミヤコの波止場の上空を飛行する。
『名探偵コナン 絶海の探偵』
架空のあたご型護衛艦「ほたか」の艦載機として登場。警察関係者の移送や、クライマックスでの救助活動で活躍する。エンドロールでは実写で登場しており、夕焼けの空を飛行する様子が映されている。

### 小説
『中国完全包囲作戦』（文庫名：『中国軍壊滅大作戦』）
ディッピングソナー・音響弾・着色弾で紅軍の潜水艦を探知し、短魚雷を発射して撃沈する。
『漂流自衛隊』
第1・第2・第5巻に第1護衛隊群所属艦の艦載機が登場。母艦たちとともに第二次世界大戦時へタイムスリップし、対潜警戒や人員の輸送、ヘルファイア対戦車ミサイルによる対地攻撃などを行う。
『ルーントルーパーズ 自衛隊漂流戦記』
架空のイージス護衛艦「いぶき」と架空のいずも型護衛艦「やしま」の艦載機として登場。母艦たちとともに異世界へ飛ばされ、偵察と人員の輸送を行うほか、海中から襲来する海竜をディッピングソナーで捜索し、67式150kg対潜爆弾とAGM-114M ヘルファイアII空対艦ミサイルで迎撃する。

#### 『ホワイトバグ 生存不能』
海上自衛隊のヘリコプター搭載護衛艦『ひゅうが』の艦載機として登場。